# 巴巴阿納鄉
44°58′N 26°27′E / 44.967°N 26.450°E
巴巴阿納鄉（羅馬尼亞語：Comuna Baba Ana, Prahova），是羅馬尼亞的鄉份，位於該國中南部，由普拉霍瓦縣負責管轄，面積83平方公里，海拔高度96米，2007年人口4,325，人口密度每平方公里52人。